# Cirkelsegment

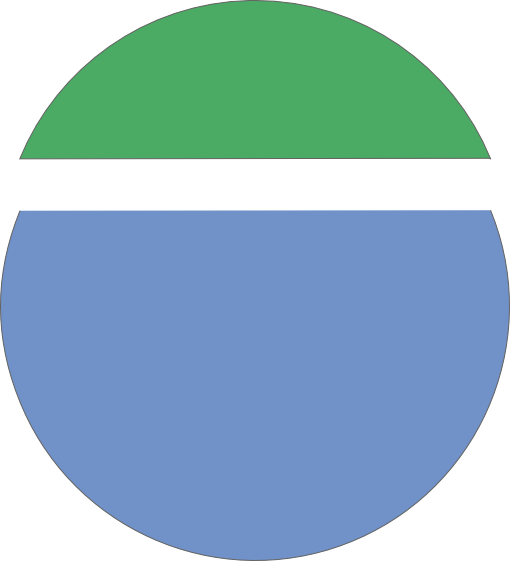
Figuur 1. Twee cirkelsegmenten

Een cirkelsegment is een deel van het cirkeloppervlak ingesloten door een cirkelboog en de koorde tussen de eindpunten van die cirkelboog.

## Oppervlakte (algemeen)

Figuur 2. Oppervlakte cirkelsegment

De oppervlakte is het verschil tussen de oppervlakte van de cirkelsector op dezelfde boog en de oppervlakte van een gepaste  gelijkbenige driehoek. Na berekening komt er: {\displaystyle {\tfrac {1}{2}}r^{2}(\alpha -\sin \alpha )} met α als de middelpuntshoek in radialen en {\displaystyle r} als de straal van de cirkelboog.

## Oppervlakte (landmeetkunde)

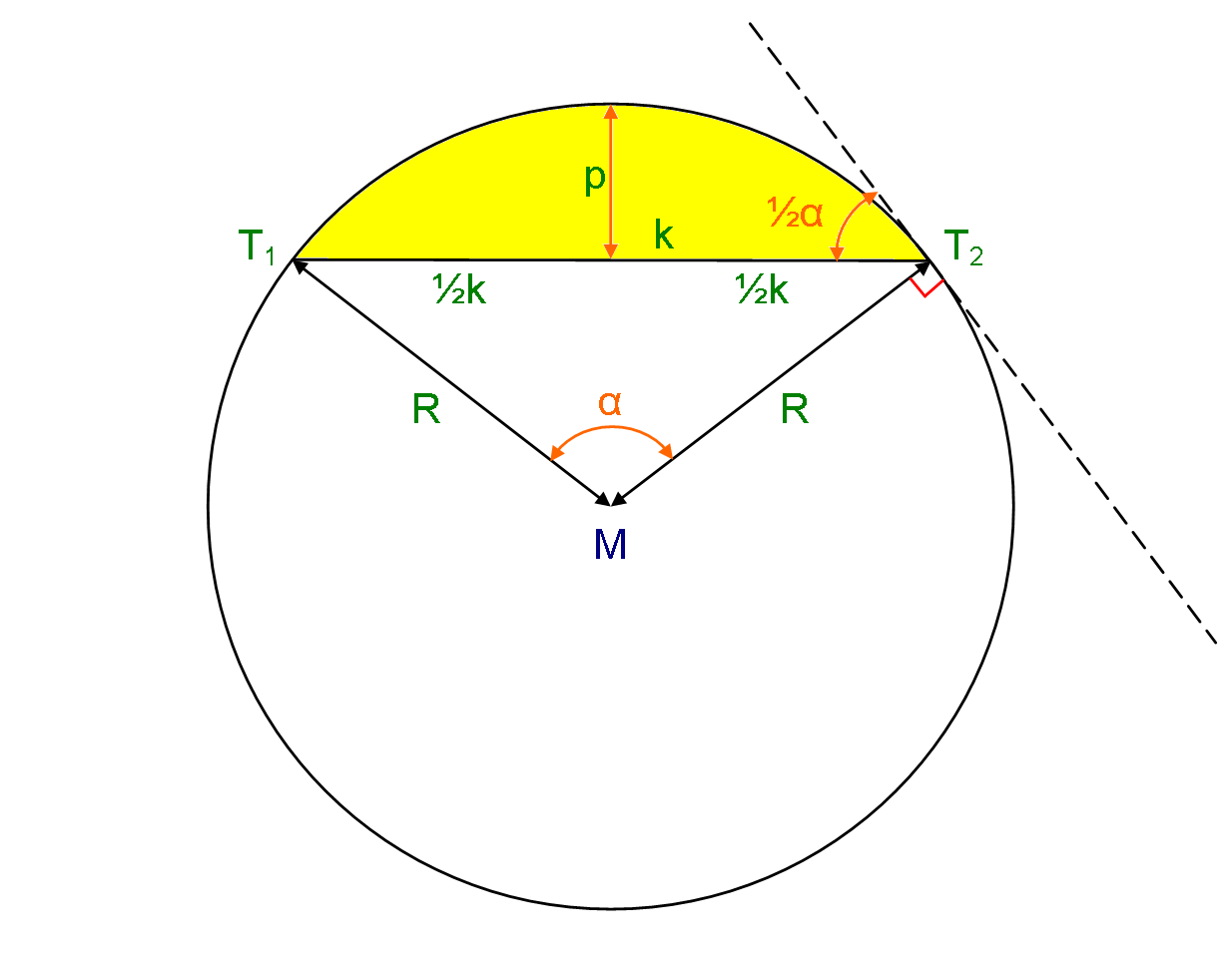
Figuur 3. Het cirkelsegment in de landmeetkunde

In de landmeetkunde worden de vorm en afmetingen van een cirkelsegment vaak vastgelegd door de zogenaamde koorde en pijl in het terrein te meten. Aan de hand hiervan kan de oppervlakte worden berekend. Zij wordt vaak gebruikt om de oppervlakte van een kadastraal perceel te berekenen, wanneer de grens één of meer cirkelbogen bevat. Het perceel wordt hiertoe onderverdeeld in bekende geometrische figuren waaronder het cirkelsegment. Andere veel gebruikte figuren zijn bijvoorbeeld de veelhoek, rechthoek, driehoek, cirkelsector en tegensector.
Zoals in figuur 3 is te zien, is de pijl p gedefinieerd als de kortste afstand van het midden van de koorde k tot aan de cirkelboog. Uit de lengte van koorde en pijl kan de oppervlakte van het cirkelsegment worden berekend.
Allereerst wordt de straal {\displaystyle r} van de cirkelboog berekend:
{\displaystyle r={\tfrac {1}{2}}p+{\frac {k^{2}}{8p}}}
Vervolgens wordt de middelpuntshoek α berekend:
{\displaystyle \alpha =2\arccos \left(1-{\frac {p}{r}}\right)}
Tot slot kan de oppervlakte A van het cirkelsegment worden berekend (α in radialen):
{\displaystyle A={\tfrac {1}{2}}r^{2}\left(\alpha -\sin \alpha \right)}
Bij een hoekeenheid in graden, zoals dat binnen de landmeetkunde gebruikelijk is, wordt de formule:
{\displaystyle A={\tfrac {1}{2}}r^{2}\left({\frac {\alpha \pi }{180}}-\sin \alpha \right)}